# جورج مارتن (ممثل أمريكي)
جورج مارتن (بالإنجليزية: George Martin)‏ هو ممثل أمريكي، ولد في 15 أغسطس 1929 في نيويورك في الولايات المتحدة، وتوفي بنفس المكان في 1 يونيو 2010.

## أعمال

### أفلام
- (1989) مجتمع الشعراء الأموات[2]
- (1990) الإيقاظ[3]
- (1994) كويز شو
- (1994)  المحترف[4]
- (1996) يوم جيد[5]

## ترشيحات
- جائزة توني لأفضل ممثل في مسرحية [الإنجليزية]‏ (1983)

## وصلات خارجية
- جورج مارتن على موقع IMDb (الإنجليزية)
- جورج مارتن على موقع ألو سيني (الفرنسية)
- جورج مارتن على موقع قاعدة بيانات برودواي على الإنترنت (الإنجليزية)
- جورج مارتن على موقع قاعدة بيانات برودواي على الإنترنت (الإنجليزية)
- جورج مارتن على موقع قاعدة بيانات الأفلام السويدية (السويدية)
- جورج مارتن على موقع قاعدة بيانات الفيلم (الإنجليزية)
- جورج مارتن على موقع كينوبويسك (الروسية)